# Grândola, Vila Morena
Grândola, Vila Morena è una storica canzone in lingua portoghese di José Afonso. Composta nel 1971, dal punto di vista discografico fa parte dell'album Cantigas do Maio.

## Storia della canzone
La canzone è dedicata, come ebbe a raccontare José Afonso stesso, alla Sociedade Musical Fraternidade Operária Grandolense, attiva fino dagli anni '50,  una delle prime cooperative e associazioni operaie portoghesi, che fu severamente repressa dal regime di Salazar. José Afonso aveva tenuto uno spettacolo a Grândola il 17 maggio 1964. Sino dal suo apparire la canzone, che parlava di un'associazione che era stata proibita, fu anch'essa proibita; per averla più volte eseguita in pubblico, José Afonso dovette subire interrogatori e vessazioni da parte della polizia politica del regime salazarista, la PIDE. Generalmente, presso il regime la canzone veniva associata al comunismo, anche se la Sociedade Musical Fraternidade Operária Grandolense non era direttamente legata al Partito Comunista Portoghese.

## Grândola, Vila Morenae la Rivoluzione dei Garofani
La fama mondiale di Grândola, Vila Morena è legata ad un ben preciso avvenimento storico, di cui segnò l'inizio: la Rivoluzione dei Garofani del 25 aprile 1974.
Fu infatti proprio la trasmissione di questa canzone (fino ad allora, lo ricordiamo, assolutamente proibita) dalle onde di Limite, il seguitissimo programma musicale quotidiano notturno di "Rádio Renascença", un'emittente cattolica di Lisbona, che diede il segnale d'inizio, alle 00h20 del 25 aprile 1974, alla Revolução dos cravos (così chiamata dai fiori che una venditrice ambulante si mise a offrire ai militari rivoltosi la mattina del sollevamento, nella Praça do Comércio) che mise fine alla dittatura portoghese, che durava da cinquant'anni.
Tale canzone fu scelta dai militari ribelli (assieme ad una canzonetta d'amore di Paulo de Carvalho, E depois do adeus, per il segnale di preallarme; e, con questo, anche tale canzone, che aveva rappresentato il Portogallo all'Eurovision Song Contest, entrò nella storia) proprio perché parlava di fraternità, di pace e di uguaglianza.
Il 24 aprile 1974 alle ore 14:00, quando già i militari hanno dato a Rádio Renascença l'ordine di trasmettere la canzone, il responsabile di collegamento Carlos Albino, non avendo controllato prima, si accorge che negli studi della radio non esiste nessuna copia della canzone. Si reca allora in fretta e furia, senza informare nessuno, alla libreria "Opinião", dove acquista una copia dell'album Cántigas do Maio di José Afonso, contenente la canzone. Da notare che, pur essendo la canzone proibita, l'album che la conteneva era in libera vendita.
Nella sua edizione del pomeriggio, il giornale República, tacitamente vicino all'opposizione al regime, inserisce una breve notizia, intitolata "LIMITE", del seguente tenore: "Il programma Limite, trasmesso da Radio Renascença tra la mezzanotte e le 2, è notevolmente migliorato nelle ultime settimane. La qualità dei servizi trasmessi e la qualità della selezione musicale ne fanno un appuntamento radiofonico di ascolto obbligatorio".
Alle 15 dello stesso giorno, si svolge un incontro decisivo tra Carlos Albino e Manuel Tomás, tecnico di Rádio Renascença, responsabili del programma Limite. Manuel Tomás, tornato da poco dal Mozambico dove si è distinto per la sua attività democratica e di appoggio agli elementi progressisti delle Forze Armate, dà le ultime garanzie sulla trasmissione della canzone-segnale, essendo riuscito a farla passare anche tra le maglie della censura interna di Rádio Renascença (legata alla Curia di Lisbona). Ci sono da approntare dei dettagli tecnici, ma i due, non sentendosi al riparo nei locali del programma, cercano un posto più sicuro per discutere. Si recano quindi insieme alla chiesa di S. João de Brito, si inginocchiano presso l'altare e parlano delle ultime messe a punto (scaletta, pubblicità, tempi tecnici) facendo finta di pregare. Per dare ancor meno nell'occhio, ricevono anche la comunione.
Alle 17, Manuel Tomás convoca un altro responsabile del programma, Armando Leite de Vasconcelos, che però non è assolutamente al corrente di tutto ciò che sta accadendo, e gli consegna la scaletta dei primi minuti del programma della mezzanotte, appena approvata dalla censura interna. La scaletta è la seguente: pubblicità, canzone "Grândola", pubblicità, lettura di poesie, canzone "Coro da Primavera"; il tutto ha una durata di undici minuti.
Alle 23 in punto è il momento del primo segnale (primeira senha): dalle onde dell'EAL, João Paulo Dinis annuncia che "mancano cinque minuti alle 23 e sarà con voi Paulo de Carvalho, che vi canterà il suo grande successo dell'Eurofestival 'E depois do adeus' ". Le operazioni iniziano ufficialmente nelle zone raggiunte dal segnale dell'EAL.
Seguendo le istruzioni del MFA, João Paulo Dinis conclude il proprio programma all'EAL e rientra a casa. Per le strade di Lisbona ancora non si nota assolutamente nulla.
Alla mezzanotte, negli studi di Rádio Renascença, in rua Capelo (nello storico quartiere del Chiado, poi andato semidistrutto da un incendio nel 1988), un annunciatore, del tutto ignaro degli impegni assunti da Carlos Albino e Manuel Tomás, legge annunci pubblicitari senza intenzione di voler smettere e non accorgendosi dei gesti disperati di Manuel Tomás che si sbraccia per dirgli di interrompere. Passati 19 secondi dall'ora concordata per il segnale, Manuel Tomás da uno strattone alla mano dell'altro tecnico, José Videira, facendo partire il nastro dov'era stata registrata Grândola, Vila Morena. La canzone parte, è il "celebre segnale" (célebre senha) della Rivoluzione dei Garofani, che abbatté uno dei più duraturi regimi dittatoriali d'Europa.
Dieci minuti dopo il segnale, la macchina della Rivoluzione è già pienamente in moto a Lisbona e in tutto il Portogallo. Iniziano gli arresti degli ufficiali rimasti fedeli al regime; al Campo Militar de Santa Margarida a Constância si accumula materiale da guerra, vengono messi a punto i blindati e i carri armati senza che ancora il governo abbia la minima notizia di quel che sta accadendo.
Grândola, Vila Morena entra così nella storia del Portogallo e diviene un simbolo in tutta Europa. Ne vengono approntate versioni in molte lingue, tra le quali si ricorda quella tedesca (Stadt der Sonne, Stadt der Brüder) di Franz-Josef Degenhardt.
Nella città di Grândola, un murale eretto a 25 anni dalla Rivoluzione riporta il testo e lo spartito musicale della canzone.

## Grândola, Vila Morenaoggi
Si può ascoltare la canzone nella scena conclusiva dell'ultimo episodio della 5ª stagione vol. 1 della serie TV spagnola La casa di carta, interpretata dalla fadista Cidália Moreira e dai cantanti Cecilia Krull e Pablo Alborán.